# ويلي بامز
ويلي بامز (بالإنجليزية: Willie Palms)‏ مواليد 6 أكتوبر 1972 في جيرسي سيتي، هو ملاكم محترف أمريكي يصنف ضمن فئة الوزن الثقيل بدأ مسيرته الاحترافية سنة 1997.

## المسيرة الاحترافية
من نزالاته:
- خسر أمام تيمور إبراهيموف بالضربة الفنية القاضية (2009/07/31).
- خسر أمام دنكان دوكيواري بالضربة الفنية القاضية (2006/12/01).
- خسر أمام إليسير كاستيلو (2002/06/07).

## إحصائيات
خاض خلال مسيرته 33 نزالا، فاز في 10 وتعادل في 1 وخسر في 6. فاز بالضربة القاضية في 5 نزالا.

## روابط خارجية
- ويلي بامز على موقع بوكس ريك (الإنجليزية) (registration required)